# 平野馬場
平野馬場（ひらのばば）は、大阪府大阪市平野区にある町名。現行行政地名は平野馬場一丁目および平野馬場二丁目。

## 地理
平野区の北西部に位置し、東の北側に平野北、南側に平野元町、南に西脇、北に生野区巽南、西に東住吉区今林と接している。

### 河川
- 平野川

## 歴史

### 沿革
- 1883年（明治16年）、大阪府住吉郡平野郷町より、平野馬場町分立。
- 1889年（明治22年）、町村制の実施により、平野郷町に編入され、大阪府住吉郡平野郷町大字平野馬場となる。
- 1896年（明治29年）、郡の統廃合により、東成郡の所属となる。
- 1925年（大正14年）、大阪市に編入され、大阪市住吉区平野馬場町となる。
- 1943年（昭和18年）、分区が実施され、東住吉区の所属となる。
- 1974年（昭和49年）、平野区が分区。
  - 大阪市東住吉区平野馬場町・平野泥堂町・今林町の各一部より、平野区平野馬場1 - 2丁目成立[5]。
  - 大阪市東住吉区平野馬場町の残余は、平野区平野馬場町となる（1978年廃止、東住吉区今林1 - 4丁目・杭全1 - 8丁目となる）。

## 世帯数と人口
2024年（令和6年）9月30日現在の世帯数と人口は以下の通りである。
| 丁目           | 世帯数  | 人口    |
| -------------- | ------- | ------- |
| 平野馬場一丁目 | 270世帯 | 543人   |
| 平野馬場二丁目 | 385世帯 | 630人   |
| 計             | 655世帯 | 1,173人 |

### 人口の変遷
国勢調査による人口の推移。
| 1995年（平成7年）  | 1,601人 | [ 6 ]  |  |
| 2000年（平成12年） | 1,371人 | [ 7 ]  |  |
| 2005年（平成17年） | 1,218人 | [ 8 ]  |  |
| 2010年（平成22年） | 1,148人 | [ 9 ]  |  |
| 2015年（平成27年） | 1,188人 | [ 10 ] |  |
| 2020年（令和2年）  | 1,228人 | [ 11 ] |  |

### 世帯数の変遷
国勢調査による世帯数の推移。
| 1995年（平成7年）  | 575世帯 | [ 6 ]  |  |
| 2000年（平成12年） | 573世帯 | [ 7 ]  |  |
| 2005年（平成17年） | 536世帯 | [ 8 ]  |  |
| 2010年（平成22年） | 540世帯 | [ 9 ]  |  |
| 2015年（平成27年） | 566世帯 | [ 10 ] |  |
| 2020年（令和2年）  | 624世帯 | [ 11 ] |  |

## 学区
市立小・中学校に通う場合、学区は以下の通りとなる。なお、小学校・中学校入学時に学校選択制度を導入しており、通学区域以外に通学区域に隣接している小学校・平野区内にある中学校から選択することも可能。
| 丁目           | 番         | 小学校               | 中学校               |
| -------------- | ---------- | -------------------- | -------------------- |
| 平野馬場一丁目 | 全域       | 大阪市立平野小学校   | 大阪市立平野北中学校 |
| 平野馬場二丁目 | 1番 6～7番 | 大阪市立平野小学校   | 大阪市立平野北中学校 |
| 平野馬場二丁目 | 2～5番     | 大阪市立平野西小学校 | 大阪市立平野中学校   |

## 事業所
2021年（令和3年）現在の経済センサス調査による事業所数と従業員数は以下の通りである。
| 丁目           | 事業所数  | 従業員数 |
| -------------- | --------- | -------- |
| 平野馬場一丁目 | 75事業所  | 939人    |
| 平野馬場二丁目 | 32事業所  | 415人    |
| 計             | 107事業所 | 1,354人  |

## 交通

### バス
2020年4月現在
- 大阪シティバス[15]
  - 1号系統：平野馬場二丁目 - 平野西口

### 道路
- 国道25号
- 国道479号

## その他

### 日本郵便
- 〒547-0048[3]（集配局：平野郵便局[16]）